# Abel Hipólito
Abel Hipólito (Viseu, 1860 — Lisboa, 1929) foi um militar do Exército Português, onde ascendeu ao posto de general, que desempenhou importantes funções políticas durante a Primeira República Portuguesa, incluindo as de Ministro do Interior.
Em 1910, foi considerado herói da República pela sua acção no derrube da monarquia portuguesa. Era comandante do Regimento de Artilharia n.º 8 e participou, em Abrantes, no movimento militar de 13 de Dezembro de 1916 que sufocou a revolta chefiada por Machado Santos.